# Station Sulejówek
Station Sulejówek is een spoorwegstation in de Poolse plaats Sulejówek.